# (19104) 1981 EY13
A (19104) 1981 EY13 a Naprendszer kisbolygóövében található aszteroida. Schelte J. Bus fedezte fel 1981. március 1-jén.